# Гориса
Гориса (груз. გორისა) — село в Грузії.
За даними перепису населення 2014 року в селі проживає 1087 осіб.